# を
El carácter を en hiragana y su equivalente ヲ en katakana, es un kana japonés que representa una mora. を es usado únicamente como partícula gramatical "Okurigana"  por lo que lo que el katakana ヲ ha caído en desuso. Generalmente pronunciado (AFI) [o].
Su transliteración varía entre o o wo, siendo la primera una pronunciación más real, aunque puede provocar confusión con お y オ.
El hiragana を proviene del kanji 遠 mientras que el katakana ヲ proviene del kanji 乎.
| Form                    | Rōmaji | Hiragana | Katakana |
| ----------------------- | ------ | -------- | -------- |
| Normal w- (わ行 wa-gyō) | wo     | を       | ヲ       |

## Escritura
| Escritura de を | Escritura de ヲ |

El carácter を se escribe con 3 trazos:
1. Trazo horizontal, de izquierda a derecha, levemente ascendente.
2. Trazo vertical, que cruza al anterior, y luego se dibuja un arco (como el del carácter ち) aunque a la mitad va hacia abajo.
3. Un arco (parecido al つ al revés) que empieza con una línea diagonal, luego se curva, y termina con una línea horizontal.

## Otras representaciones
- Sistema Braille:
| －－ －● ●－ |

- Datos: Q40812
- Multimedia: を / Q40812